# Л-25
| Л-25                       | Л-25 | Л-25 |
| -------------------------- | --- | --- |
|                            | | |
|                            | | |
|                            | | |
| Під прапором               | Військово-морський флот СРСР (не піднятий)                                                                                         | Військово-морський флот СРСР (не піднятий)                                                                                         |
| Спуск на воду              | 26 лютого 1941 | 26 лютого 1941 |
| Виведений зі складу флоту  | 18 грудня 1944 | 18 грудня 1944 |
| Сучасний статус            | затонув під час буксирування | затонув під час буксирування |
| Проєкт                     | | |
| Тип ПЧ                     | підводний мінний загороджувач | підводний мінний загороджувач |
| Основні характеристики     | | |
| Швидкість (надводна)       | 16,2 вузлів | 16,2 вузлів |
| Швидкість (підводна)       | 8 вузлів | 8 вузлів |
| Робоча глибина занурення   | 80 м | 80 м |
| Гранична глибина занурення | 100 м | 100 м |
| Автономність плавання      | 30 днів | 30 днів |
| Екіпаж                     | 57 осіб | 57 осіб |
| Розміри                    | | |
| Довжина найбільша (по КВЛ) | 83,3 м | 83,3 м |
| Ширина корпусу найб.       | 7 м | 7 м |
| Середня осадка (по КВЛ)    | 4,43 м | 4,43 м |
| Водотоннажність надводна   | 1125 т | 1125 т |
| Озброєння                  | | |
| Артилерія                  | 1 x 100-мм/51 Б-24ПЛ, 150 снарядів                                                                                                 | 1 x 100-мм/51 Б-24ПЛ, 150 снарядів                                                                                                 |
| Торпедно- мінне озброєння  | 6 носових 533-мм торпедних аппарата (16 торпед), 2 кормових торпедних апарата в надбудові, 2 кормові мінні труби, 20 мін типу ПЛТ. | 6 носових 533-мм торпедних аппарата (16 торпед), 2 кормових торпедних апарата в надбудові, 2 кормові мінні труби, 20 мін типу ПЛТ. |
| ППО                        | 1 x 45-мм/46 21-К, 500 снарядов | 1 x 45-мм/46 21-К, 500 снарядов |

Л-25 — радянський дизель-електричний мінно-торпедний підводний човен часів Другої світової війни, останній корабель серії XIII-1938 типу «Ленінець», не був добудований і в дію не вводився.

## Історія корабля
Човен був закладений 23 жовтня 1938 року на заводі № 198 у Миколаєві, заводський номер 355. 26 лютого 1941 спущений на воду, до початку війни добудовувався, у серпні 1941 року відбуксирували на Кавказ. У грудні 1942 року будівництво зупинено та законсервовано.
18 грудня 1944 року човен Л-25 був виведений на буксирі пароплава СП-31 з Очамчири в Поті. Через шторм буксир обірвався, човен двоє діб дрейфував у морі, допоки не затонув у 15 милях від мису Піцунда на глибині 633 метра.